# Alessandro Spezialetti
Alessandro Spezialetti (Lachen, Suïssa, 14 de gener de 1975) va ser un ciclista italià, professional des del 1997 fins al 2012. Va destacar com a gregari aconseguint poques victòries individuals.
Un cop retirat s'ha dedicat a la direcció esportiva de diferents equips.

## Palmarès
- 1996
  - Vencedor de 2 etapes del Giro de les Regions
- 2001
  - Vencedor d'una etapa del Giro dels Abruços

### Resultats al Tour de França
- 1998. Abandona (17a etapa)
- 2005. Abandona (7a etapa)

### Resultats al Giro d'Itàlia
- 1997. Abandona
- 1999. 37è de la classificació general
- 2000. Abandona (8a etapa)
- 2001. 64è de la classificació general
- 2002. 48è de la classificació general
- 2003. 47è de la classificació general
- 2004. 66è de la classificació general
- 2006. 93è de la classificació general
- 2007. 63è de la classificació general
- 2008. 41è de la classificació general
- 2009. 74è de la classificació general
- 2010. 118è de la classificació general
- 2011. 107è de la classificació general
- 2012. 77è de la classificació general

### Resultats a la Volta a Espanya
- 2000. Abandona
- 2002. Abandona (7a etapa)
- 2004. 116è de la classificació general
- 2006. 110è de la classificació general
- 2011. Abandona (16a etapa)